# Veronica Santoni
Veronica Santoni (Fermo, 10 luglio 1998) è una nuotatrice italiana, specializzata nel nuoto di fondo.

## Biografia
È tesserata per il Circolo Canottieri Aniene.
Agli europei di Budapest 2020 si è classificata al nono posto nella 25 km. Il 17 giugno 2021, a Piombino, si è invece laureata campionessa italiana nella stessa specialità.
Agli europei di Roma 2022, disputati presso il Lido di Ostia nell'agosto 2022, ha conquistato la medaglia di bronzo sempre nella 25 km, alle spalle della francese Caroline Jouisse e dalla connazionale Barbara Pozzobon.

## Palmarès
- Europei

Roma 2022: bronzo nella 25 km.
- Vincitrice della Coppa LEN nel 2018.